# Сплющеність

Коло радіусом а стиснуте до еліпса.

Сфера радіусом a стиснутий до сплющеного еліпсоїда обертання.

Сплющеність — це міра стиснення кола або сфери вздовж діаметра з утворенням еліпса або еліпсоїда обертання (сфероїда) відповідно. Інші терміни, що використовуються, це еліптичність або сплющеність. Звичайним позначенням для зведення є {\displaystyle f} та його визначення в термінах півосей {\displaystyle a} і {\displaystyle b} отриманого еліпса або еліпсоїда є
{\displaystyle f={\frac {a-b}{a}}.}
Коефіцієнт стиснення становить {\displaystyle b/a} у кожному випадку; для еліпса це також його співвідношення сторін.

## Ідентичності
Сплющення можуть бути пов'язані між собою:
{\displaystyle {\begin{aligned}f={\frac {2n}{1+n}},\\[5mu]n={\frac {f}{2-f}}.\end{aligned}}}
Сплощення пов'язані з іншими параметрами еліпса. Наприклад,:{\displaystyle {\begin{aligned}{\frac {b}{a}}&=1-f={\frac {1-n}{1+n}},\\[5mu]e^{2}&=2f-f^{2}={\frac {4n}{(1+n)^{2}}},\\[5mu]f&=1-{\sqrt {1-e^{2}}},\end{aligned}}}
де {\displaystyle e} це ексцентриситет.